# Plafonds peints médiévaux du 4 rue de l'Anguille
Les plafonds peints médiévaux du 4 rue de l'Anguille sont un ensemble de plafonds peints datant du Moyen Âge situés dans la ville de Perpignan dans les Pyrénées-Orientales. 

## Situation

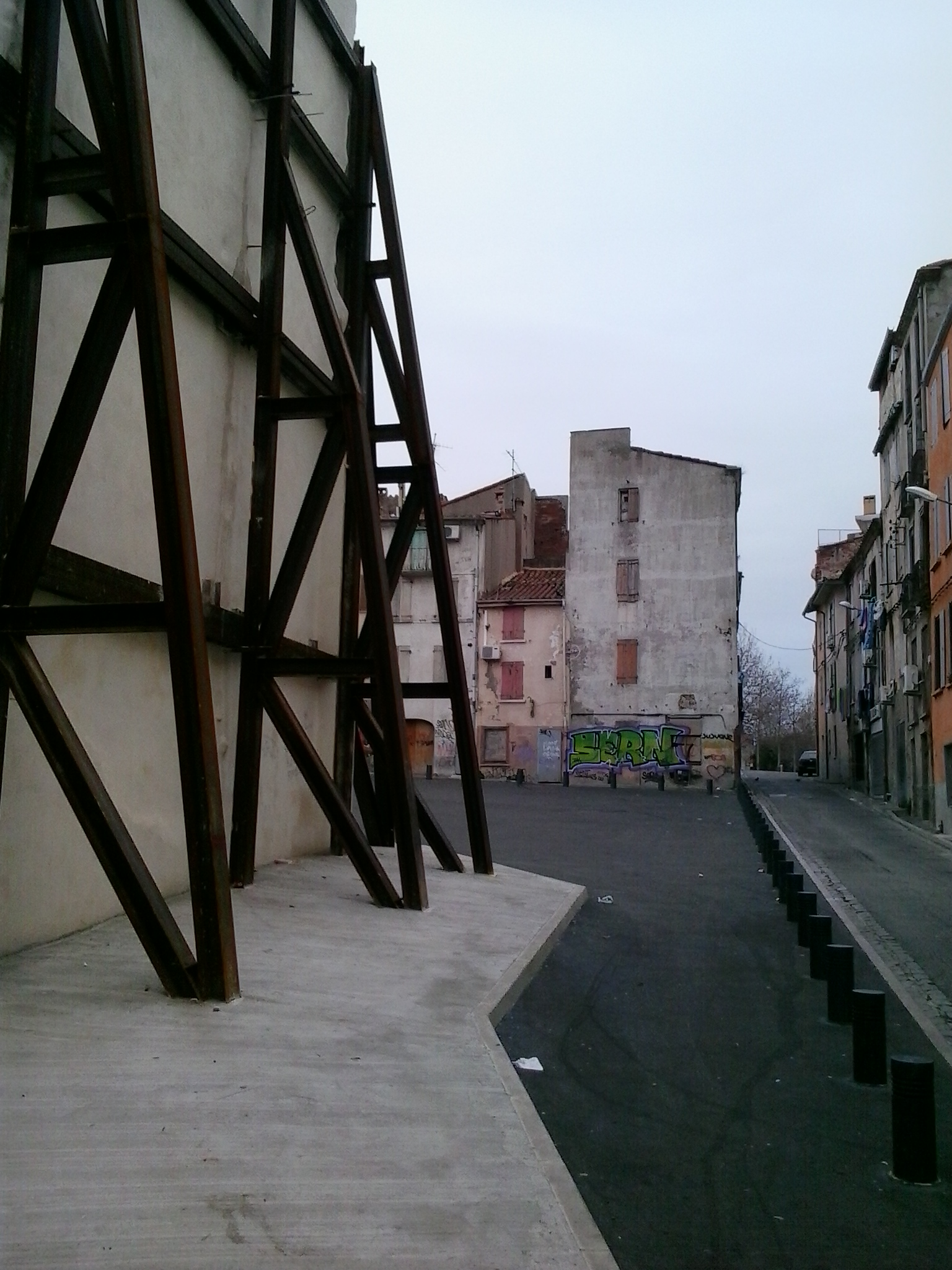
Place et rue de l'Anguille en 2017.

Les plafonds peints sont situés dans le quartier Saint-Jacques, au centre de la ville de Perpignan. Au no 4 de la rue de l'Anguille. 

## Histoire
La maison 4 rue de l'Anguille fait partie des huit maisons en terre, elle comporte un plafond peint de la fin du XVe siècle, ou du début du XVIe siècle.